# بخش ستارودسکی
بخش ستارودسکی (به لاتین: Starodubsky District) یک منطقهٔ مسکونی در روسیه است که در استان بریانسک واقع شده‌است.